# Pavel Holík
Pavel Holík (* 23. května 1957) je český politik, lékař a podnikatel, v letech 2010 až 2017 poslanec Poslanecké sněmovny PČR za Olomoucký kraj, radní tohoto kraje a města Prostějova a člen ČSSD.

## Vzdělání, profese a rodina
Vystudoval všeobecné lékařství na Lékařské fakultě Univerzitě Palackého v Olomouci, kde získal právo užívat titul MUDr. Od roku 1998 řídí Zdravotnickou záchrannou službu v Prostějově. Působí v několika soukromých firmách, které se zabývají službami ve zdravotnictví. Je ženatý, má jednoho syna.

## Politická kariéra
Od roku 2002 zasedal v zastupitelstvu města Prostějova, kam byl poprvé zvolen na kandidátce US-DEU jako nestraník. V letech 2006 až 2010 vykonával funkci radního města. V roce 2004 vstoupil do ČSSD. V roce 2008 se stal zastupitelem a poté neuvolněným radním Olomouckého kraje.
Ve volbách 2010 byl zvolen do dolní komory českého parlamentu, přestože kandidoval až na 6. místě, na první místo kandidátky jej vyneslo 8,80 % preferenčních hlasů.
V komunálních volbách v roce 2014 obhájil za ČSSD post zastupitele města Prostějova (původně byl na kandidátce na 11. místě, vlivem preferenčních hlasů se posunul na 3. místo, strana ve městě získala 10 mandátů). Ve volbách do Poslanecké sněmovny PČR v roce 2017 obhajoval svůj poslanecký mandát za ČSSD v Olomouckém kraji, ale neuspěl (skončil jako první náhradník).
V komunálních volbách v roce 2022 obhajoval jako člen ČSSD mandát prostějovského zastupitele, ale neuspěl (strana se do zastupitelstva vůbec nedostala).